# Macrosolen macrophyllus
Macrosolen macrophyllus är en tvåhjärtbladig växtart som beskrevs av Friedrich Anton Wilhelm Miquel. Macrosolen macrophyllus ingår i släktet Macrosolen och familjen Loranthaceae. Inga underarter finns listade i Catalogue of Life.